# 农业航空

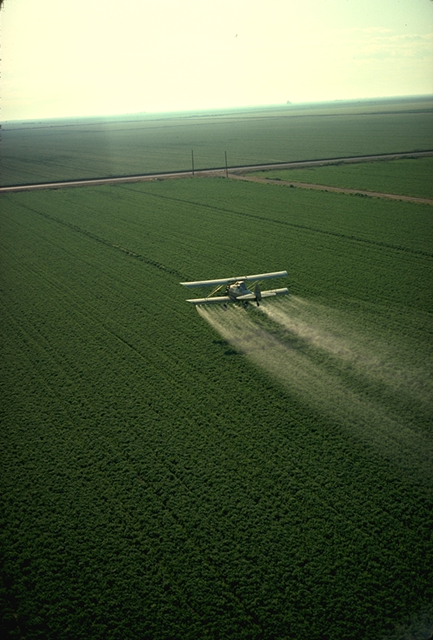
一架正在喷洒农药的小型飞机

农业航空主要是利用飞机在内的各类航空器为农业生产提供播种、施肥、喷药等服务。1921年8月3日，美國陸軍航空軍中尉约翰·麦克雷迪驾飞机喷洒铅砷酸盐杀灭毛毛虫，取得良好效果，随后使用农用飞机在欧美得到普及，成为现代农业重要组成部分。

## 农用飞机
農業機是農業用固定翼機，有部分發達國家（如美國）農作物經常受蝗蟲等害蟲侵蝕，令農民飽受損失，於是利用固定翼機灑農藥，減少損失。
 優點 
- 比普通人手或普通機械更節省時間

 缺點  
- 固定翼機燃料昂貴
- 附近必須有跑道以供升降
- 農地必須極之廣闊，否則不利成本效益
- 必須有駕駛固定翼機牌照

## 农用机场
农用机场或称农业机场，是通用机场一类。中华人民共和国政府为了防治蝗灾，在1950年代既有修建专门的治蝗机场。2001年，政府在山东、河北、新疆三个重灾区，投资修建了三个专门治蝗机场。